# Кеншиця
Кеншиця (пол. Kęszyca) — село в Польщі, у гміні М'єндзижеч Мендзижецького повіту Любуського воєводства.
Населення — 106 осіб (2011).
У 1975-1998 роках село належало до Гожовського воєводства.

## Демографія
Демографічна структура станом на 31 березня 2011 року:
|          | Загалом | Допрацездатний вік | Працездатний вік | Постпрацездатний вік |
| -------- | ------- | ------------------ | ---------------- | -------------------- |
| Чоловіки | 49      | 8                  | 37               | 4                    |
| Жінки    | 57      | 18                 | 26               | 13                   |
| Разом    | 106     | 26                 | 63               | 17                   |